# The Distillers
The Distillers és una banda de Punk rock formada el 1998. Està liderada per Brody Dalle que la va formar. La banda va realitzar els seus dos primers àlbums a l'Hellcat Records, propietat de Tim Armstrong de Rancid, abans de mudar-se a Sire, part de Warner Music Group.
Brody Dalle, és cantant i primera guitarra, Tony Bradley és el segon guitarrista, Andy Granelli és el bateria mentre que Ryan Sinn és baixista. Aquest dos darrers van abandonar la banda el 2005, en Ryan anunciant la seva sortida a la seva pàgina de MySpace.
El gener del 2007, Dalle va anunciar la dissolució de la banda i l'existència d'un nou projecte, anomenat Spinnerette, que va ser donat a conèixer en la primera meitat del 2007. The Distillers va ser inclosa en el soundtrack del videojoc per a la consola XBox Tony Hawk's Underground 2 amb el seu "Beat Your Heart Out", i per les consoles Playstation i Playstation2 en el videojoc Tony Hawk's Pro Skater 4, amb el seu tema "Seneca Falls".

## Discografia

### Àlbums
| Any  | Àlbum                 | Discogràfica | US Billboard Peak | UK Album Chart |
| ---- | --------------------- | ------------ | ----------------- | -------------- |
| 1999 | The Distillers EP     | Epitaph      |                   |                |
| 2000 | The Distillers        | Hellcat      |                   |                |
| 2002 | Sing Sing Death House | Hellcat      |                   |                |
| 2003 | Coral Fang            | Sire         | 97                | 46             |

- Lloc web Oficial de Distillers Arxivat 2011-02-02 a Wayback Machine.
- Lloc web Oficial de Distillers en Epitaph Records
- Lloc web Oficial de Spinnerette